# Menziesia pilosa
Menziesia pilosa là một loài thực vật có hoa trong họ Thạch nam. Loài này được (Michx.) Juss. mô tả khoa học đầu tiên năm 1802.